# Short Term Conflict Alert
Das Short-Term-Conflict-Alert-Konzept (Abkürzung: STCA) ist ein Annäherungs-Warnsystem der Flugsicherung, das als bodengestütztes Kollisionswarnsystem für Fluglotsen umgesetzt wurde. 
Das STCA basiert auf der Sekundärradar-Zielverfolgung. Es sieht am Arbeitsplatz des Fluglotsen einen akustischen Alarm sowie eine optische Warnung vor, die in die anderen visuellen Darstellungen des Luftraums integriert ist. STCA warnt vor einer möglicherweise bereits binnen weniger Minuten/Sekunden aufkommenden oder bereits eingetretenen Staffelungsunterschreitung. Je nach Luftraum bzw. Anforderungen unterscheiden sich die Kriterien für eine Alarmgenerierung. 
Dieses System löst üblicherweise nur aus, wenn die sonstigen Sicherheitsmaßnahmen der Flugsicherung Flugplan, Luftstraße und Staffelung usw. versagt haben; damit ist es als eines der letzten Mittel der Flugsicherung zu werten.
Eine Handlungsempfehlung durch das System an den Fluglotsen (ATCO) erfolgt anders als beim Traffic Alert and Collision Avoidance System (TCAS) nicht. Bei einer aufkommenden Staffelungsunterschreitung mit bereits vorliegender STCA Warnung sind Fluglotsen gehalten, beim Fehlen von Informationen zu einer etwaigen TCAS Ausweichempfehlung (RA) deutliche horizontale Kursänderungen für die Beteiligten anzuordnen, um nicht mit den vertikalen TCAS Empfehlungen in Konflikt zu geraten. Hat der ATCO jedoch Meldung über eine TCAS RA erhalten, hat diese Priorität und er soll den Kurs der Flugzeuge nicht beeinflussen.